# Eleições estaduais no Paraná em 1973
As eleições estaduais no Paraná em 1973 ocorreram em caráter extraordinário em 10 de agosto para sanar a vacância dos cargos de governador e vice-governador do estado. Organizada sob as regras do Ato Institucional Número Três e de uma emenda constitucional, a eleição indireta do governador Emílio Gomes e do vice-governador Jayme Canet encerrou um ciclo de dois anos onde o Palácio Iguaçu viveu uma troca frequente de sua titularidade.
Tais mudanças ocorreram após 1970 quando o presidente Emílio Garrastazu Médici escolheu 22 governadores e determinou que os mesmos cumprissem integralmente um mandato de quatro anos, situação diversa da acontecida no Paraná onde uma série de acusações de corrupção levantadas contra o governador Haroldo Leon Peres forçaram sua renúncia em 23 de novembro de 1971, apesar de suas alegações de inocência. Em razão deste fato assumiu o vice-governador Parigot de Souza, comandante do estado até sua morte por câncer em 11 de julho de 1973.
Durante um mês o governo esteve às mãos do deputado João Mansur, presidente da Assembleia Legislativa do Paraná, e após uma articulação onde pesou a liderança política do senador Ney Braga chamado a opinar sobre o novo cenário político, visto que há três anos a escolha de Haroldo Leon Peres pelo presidente Emílio Garrastazu Médici aconteceu para fugir do impasse entre Ney Braga e Paulo Pimentel. Desta vez o Governo Federal sacramentou o nome do novo governador após uma série de reuniões onde os senadores Petrônio Portela e Acioly Filho, presidentes da ARENA em âmbito nacional e no Paraná, tiveram o auxílio de João Leitão de Abreu e Alfredo Buzaid para escolher Emílio Gomes, nome simpático a Ney Braga. No dia do pleito os oito parlamentares do MDB criticaram o processo de eleição indireta e abstiveram-se de votar. Tal fato não impediu a vitória do engenheiro civil Emílio Gomes que, egresso do PDC, nasceu em Ponta Grossa e formou-se na Universidade Federal do Paraná. Presidente do Sindicato dos Engenheiros do Paraná, trabalhou para o estado e na prefeitura de Irati. Eleito deputado federal em 1962, 1966 e 1970, renunciou após ser eleito governador pela ARENA em 1973.
Sobre o vice-governador Jayme Canet, ele nasceu em Ourinhos (SP) e em razão de sua atividade como cafeicultor foi presidente da Empresa de Café do Paraná e representou o estado no Instituto Brasileiro do Café (IBC), além de ter comandado o Banco do Estado do Paraná no governo Paulo Pimentel e composto o conselho de administração do Bamerindus. Sua ascensão ao posto de vice-governador antecedeu em pouco mais de um ano sua escolha como governador do Paraná em 1974 devido às articulações políticas do Governo Ernesto Geisel.

## Resultado da eleição para governador
Eleição realizada pela Assembleia Legislativa do Paraná na qual apenas a bancada da ARENA participou.
| Candidatos a governador do estado | Candidatos a vice-governador | Número | Coligação             | Votação | Percentual |
| --------------------------------- | ---------------------------- | ------ | --------------------- | ------- | ---------- |
| Emílio Gomes ARENA                | Jayme Canet ARENA            | -      | ARENA (sem coligação) | 37      | 100%       |